# 中久喜城
中久喜城（なかくきじょう）は、栃木県小山市中久喜（下野国寒川郡）にあった平安時代末期から戦国時代にかけての日本の城。別名：亀城、栃井城、中岫城、岩壺城。城跡は祇園城（小山城）跡・鷲城跡とともに「小山氏城跡（鷲城跡・祇園城跡・中久喜城跡）」として、国の史跡に指定されている。

## 歴史・沿革
中久喜城は、1155年（久寿2年）に小山政光が築いたものとされる。小山氏は武蔵国に本領を有し藤原秀郷の後裔と称した太田氏の出自で、政光がはじめて下野国小山に移住して小山氏を名乗った。
中久喜城は江川と西仁連川に挟まれた舌状台地の南端に位置している。両河川は中久喜城の南で合流しており、西仁連川がもたらす氾濫原が南方に広がる要害の地であった。
小山氏にとっては下総国結城方面への備えの城であり、鎌倉時代には下野国守護を務めた小山氏の拠点のひとつとなった。しかし室町時代に入ると下野守護の座は高氏や下野宇都宮氏、関東管領上杉氏に移り、こうした流れに抵抗した小山義政は1380年（康暦2年）から1383年（永徳2年）にかけて小山で反乱を起こし、この時に小山方の拠点として文献資料に記された鷲城、岩壺城、新々城、祇園城、宿城の5城のうち、岩壺城に相当するのが中久喜城と考えられている。
小山氏は義政の乱で鎌倉府の追討を受けて断絶するが、同族の結城家から養子を迎えることで再興している。そののち安土桃山時代の1590年（天正18年）に小山高朝の子で、結城政勝の養子となった結城城主結城晴朝がこの城に隠居したという記録がある。
また、中久喜城がある舌状台地を古くは「北山」と称したが、天正年間に小山氏と同族の結城氏の和解の際、「中久喜」と改めたという伝承が残る(付近には和談坂と呼ばれる坂があり、この和解にちなむものであるという)。
以上のように、中久喜城は祇園城、鷲城と並んで小山氏の主要な居城であったと考えられている。
1601年(慶長6年)に結城氏が越前国へ転封となったとともに、廃城になったと考えられている。

## 構造
台地先端の通称「城の内」に、長辺120メートル、短辺100メートル前後の主郭を構え土塁をめぐらし、さらにその北西の台地先端部分にも土塁を構えている。その東に万年寺跡があり、「万年寺曲輪」と呼称される。

## 現状
現在の中久喜城は、水戸線によって分断されてしまっている。城内に踏み切りがあるため分断された城を行き来することはできるが、中久喜城の位置がわかりづらくなってしまっている。
1991年（平成3年）3月12日、鷲城跡と祇園城跡が国の史跡に指定された（指定名称は「小山氏城跡 鷲城跡 祇園城跡」）。その時点では祇園城跡の南久保曲輪の土塁の一部、また、鷲城跡の本丸の一部が未指定であった。2001年（平成13年）8月7日、両城跡の未指定部分を追加するとともに、あらたに中久喜城跡を追加指定して、史跡指定名称を「小山氏城跡 鷲城跡 祇園城跡 中久喜城跡」に改めた。